# Patrick Phiri
Patrick Phiri, né le 3 mai 1956, est un ancien footballeur et entraîneur zambien. Il a joué pour les clubs zambiens de Rokana United et Red Arrows en tant qu'attaquant et représenté la Zambie lors de la Coupe d'Afrique des Nations 1978 et 1982. En tant qu'entraîneur, Phiri a conduit l'équipe nationale U20 de Zambie à sa première participation au Championnat du monde junior de la FIFA 1999 au Nigeria et a été élu entraîneur zambien de l'année à la fin de l'année. Il a également dirigé la Zambie lors de la Coupe d'Afrique des Nations 2008 au Ghana et a entraîné dix clubs différents, dont trois plus d'une fois. Il est actuellement à la tête du Nakambala Leopards (en) en Zambian Premier League.

## Jeunesse
Phiri est né dans le township de Mpatamatu à Luanshya, où son père, Ackson Phiri, est mineur. Cinquième d'une famille de trois garçons et quatre filles, il est scolarisé à l'école primaire de Mpatamatu puis de Mwaiseni, et à l'école secondaire de Mpatamatu. Il était un bon élève, mais il excellait également sur un terrain de football.

## Carrière de joueur
Alors qu'il est encore à l'école primaire et à peine adolescent, Phiri commence à suivre ses deux frères aînés aux séances d'entraînement du club amateur de Luanshya, le Buseko FC. Parfois, on lui demande de participer aux séances pour compléter l'effectif. Il est trop jeune pour jouer dans l'équipe lors des matchs, mais cette exposition précoce le rend meilleur que les camarades de son âge. Phiri commence à jouer pour Buseko en 1973 et reste dans l'équipe pendant deux saisons jusqu'à ce qu'il soit attiré par le club de Division I de Rokana United en 1974 par la star internationale zambienne Bernard « Bomber » Chanda, qui a également commencé sa carrière à Buseko, et courtise à l'époque la sœur aînée de Phiri, Louisa, qu'il finira par épouser.
Après un passage en équipe réserve, Phiri monte en équipe première l'année suivante. Il s'impose immédiatement, tenant tête à des joueurs comme Chanda, Stone Chibwe, Brighton Sinyangwe, Moses Simwala et Mark Masumbuko. Portant une coupe afro comme son beau-frère, l'adolescent est le meilleur buteur de Rokana avec 21 buts. L'un des faits marquants de sa saison est son doublé contre Mufulira Wanderers, lors d'une victoire 3–0 au Scrivener Stadium, l'antre de Rokana.
Le talentueux attaquant attire l'attention du club de deuxième division Zambia Air Force (ZAF) (rebaptisé plus tard Red Arrows) qui l'incite à le rejoindre en fin de saison, en même temps que d'autres joueurs de Rokana, tels que Johnson Katowando, Shadreck Chungu et Bernard « Tools » Mutale, qui avaient signé plus tôt en juillet. Cette décision a provoqué quelques frictions entre les deux clubs, mais elle s'avère judicieuse puisque l'équipe remporte le titre de Division II et est promu en première division.
À la ZAF, il est associé à des joueurs comme Ghost Mulenga, Aaron Njovu, Martin Besa, System Chilongo, Sandra Phiri, Fanny Hangunyu et John Zyambo, et contribue à transformer les Arrows en une équipe redoutable. Il est surnommé « le Mathématicien » en référence à ses passes calculées et sa finition clinique. Il remporte la Heroes and Unity Cup en 1977 et 1979, et marque un doublé lors de la finale de la BP Shell Challenge Cup (en) en 1982 au cours de laquelle les Arrows écrasent les Green Buffaloes 5-0. Il remporte également la Coupe des Champions en 1983, lors de laquelle les Arrows battent les favoris du Power Dynamos 3-2 à Ndola.
En juillet 1986, l'entraîneur des Arrows, Boniface Simutowe (en), est relevé de ses fonctions après une mauvaise série de résultats, et Phiri est nommé entraîneur-joueur. Il continue à jouer le reste de la saison, après quoi il prend sa retraite sportive pour se concentrer sur son rôle d'entraîneur.

## Équipe nationale
Les performances de Phiri à Arrows lui valent d'être appelé en équipe nationale sous la direction d'Ante Buselic à l'âge de 20 ans, alors que la Zambie se prépare pour les Jeux olympiques de Montréal de 1976, dont la Zambie se retire pour des raisons politiques. Il marque pour ses débuts, inscrivant le but de la victoire contre le Botswana (3–2 à Gaborone) lors d'un match célébrant l'indépendance du pays en septembre de la même année. Il participe également au tournoi ECA à Zanzibar, entrant en jeu lors de la finale perdue contre l'Ouganda 2-0, et à la Coupe CECAFA 1977 (en), où la Zambie perd de nouveau contre l'Ouganda, cette fois aux tirs au but.
Il fait partie de l'équipe de Brian Tiler lors de la CAN 1978 et marque le premier but lors de la victoire 2-0 de la Zambie contre la Haute-Volta. Malheureusement, la Zambie s'incline en phase de groupes après avoir perdu contre les futurs vainqueurs de la compétition, le Ghana, et fait match nul contre le Nigeria.
Phiri a également joué un rôle important lors de la CAN 1982, lors de laquelle il joue son dernier match en sélection.

## Carrière d'entraîneur
En 1986, les Arrows connaissent une mauvaise passe et à mi-championnat, ils sont ancrés à la dernière place du classement avec 7 points en 11 matchs, une situation qui donne lieu à des protestations de la part des supporters. La direction réagit rapidement en nommant Phiri entraîneur-joueur, en remplacement de Simutowe. Les performances des Arrows s'améliorent sous la direction de Phiri et l'équipe évite la relégation en fin de saison. Phiri révèle qu'il trouve que le poste d'entraîneur-joueur est la meilleure façon d'entraîner, car il est impliqué dans l'action sur le terrain et peut facilement transmettre des instructions aux autres joueurs. La même année, il est envoyé en Allemagne de l'Ouest pour suivre une formation d'entraîneur.
La saison suivante, prolongée sur l'année civile suivante en raison d'un litige concernant un match impliquant les Kabwe Warriors, les Arrows dominent le championnat pendant une grande partie de la saison et terminent finalement troisième, à trois points des champions Warriors, mais en ayant la meilleure attaque.
Il obtient son certificat d'entraîneur en Allemagne en 1989. En 1991, le climat économique changeant, les Arrows sont rétrogradés de Division I et les dirigeants de la ZAF décident de dissoudre l'équipe. Phiri rejoint donc en 1992 les Ndeke Rangers, équipe de Division I de la FAZ sponsorisée par Zambia Airways, qui disparaît également à la suite de la liquidation de la compagnie aérienne nationale en 1994. Phiri se retrouve au Queensmead Stadium en 1994, d'abord comme adjoint d'Obby Kapita à Lusaka Dynamos, avant de prendre les rênes de l'équipe en 1995 et de l'amener à la deuxième place du classement de Super Division, sa meilleure performance à ce jour. C'est à cette époque qu'il devient l'entraîneur principal de l'équipe nationale des moins de 20 ans et remporte la Coupe COSAFA au Botswana. Alors qu'il se trouve à Gaborone, il entre en contact avec Mochudi Centre Chiefs, qui lui propose un poste en 1997. Il réussit à qualifier l'équipe pour le Championnat d'Afrique des moins de 20 ans au Maroc. La FAZ le rappelle donc six mois plus tard pour emmener l'équipe en Afrique du Nord, où la Zambie est éliminée en phase de groupes.
À son retour du Maroc, il prend en charge son ancien club, Nkana, qui n'a plus gagné en championnat depuis 1992. Phiri parvient à remporter le titre avec cette équipe, avec des joueurs tels que Gift Kampamba, Freddie Mwila Jr. et Emmanuel Msichili, entre autres. Il remporte deux titres de Super Division, la Mosi Cup et la BP Top 8 Cup trois fois de suite.
Après une très bonne performance lors de la phase finale du Championnat d'Afrique des moins de 20 ans, où la Zambie atteint les demi-finales, Phiri entre dans l'histoire en devenant le premier entraîneur zambien à emmener cette équipe à la Coupe du monde des jeunes, où elle bat le Honduras 4-3, fait match nul 1-1 contre l'Espagne, mais perd contre le Brésil 5-1 après avoir pris l'avantage en début de match.
Il est nommé entraîneur adjoint de Ben Bamfuchile en équipe nationale des moins de 23 ans, et tous deux emmènent l'équipe aux Jeux africains de 1999 en Afrique du Sud où la Zambie atteint la finale, qu'elle perd 1-0 contre le Cameroun. Après les mauvais résultats de la Zambie à la CAN 2002, où elle est éliminée au premier tour, la FAZ confie à Phiri la tâche d'emmener la Zambie à la CAN 2004 et il prend la relève de Roald Poulsen qui a pris temporairement la direction de l'équipe à la suite de l'exclusion par la CAF de l'ancien sélectionneur Jan Brouwer (en).
Phiri commence par une victoire 3-0 en Coupe COSAFA contre le Mozambique, mais la Zambie s'incline 1-0 contre le Malawi au tour suivant. La Zambie entame ensuite sa campagne de qualification pour la CAN 2004 par une victoire 1-0 au Soudan, mais deux nuls à domicile contre le Bénin et le Soudan obligent la Zambie à se rendre à Cotonou avec l'obligation d'obtenir un match nul pour se qualifier pour la Tunisie. Le voyage est semé d'embûches.
Lorsque la Zambie arrive dans ce pays d'Afrique de l'Ouest, ses hôtes n'ont organisé le transport que pour les joueurs, de sorte que le staff doit louer des scooters pour se rendre à l'hôtel, qui s'avère ne pas être à la hauteur. Le jour du match, la Zambie se présente dans un stade plein à craquer. Le Bénin étant déterminé à se qualifier par tous les moyens pour sa première CAN, l'équipe se fait uriner dessus par des spectateurs qui se trouvent au-dessus de la passerelle menant aux vestiaires. Sur le chemin menant vers le terrain, les supporters ont versé une substance blanche sur les joueurs zambiens, qui s'avère être de la poudre à démanger. Certains joueurs veulent boycotter le match, mais Phiri estime qu'ils subiraient un sort pire encore de la part de la foule hostile et convainc les joueurs de continuer, que l'important était de jouer le match et de partir indemne. Le responsable administratif de l'équipe, Solly Pandor, est détenu sous la menace d'une arme par les autorités béninoises et ne peut même pas s'asseoir sur le banc de touche avec ses collègues. La Zambie s'incline 3-0 sur des buts d'Omar Tchomogo, auteur d'un doublé, et de Moussa Latoundji, et ne réussit pas à se qualifier pour une CAN pour la première fois depuis 1988. Phiri accepte cette critique, mais il n'apprécie pas la réaction des supporters et de la fédération, considérant que le match ne s'est pas déroulé dans des conditions sportives normales, ce qu'il décrit comme sa « pire expérience dans le football »,.
Bien que la FAZ ait fait appel auprès de la CAF, l'instance continentale du football africain n'inflige au Bénin qu'une amende dérisoire et l'autorise à participer à la phase finale. Il reste entraîneur pour deux rencontres supplémentaires, et lorsque la Zambie perd la demi-finale de la Coupe COSAFA contre le Malawi aux tirs au but à Blantyre, Phiri est licencié et remplacé par Kalusha Bwalya. En 15 matchs, son bilan est de 6 victoires, 6 matchs nuls et 3 défaites.
Phiri prend ensuite en charge le club tanzanien de Simba et remporte le championnat en 2005. Il démissionne ensuite pour des raisons personnelles, avant de revenir brièvement en 2005 dans un rôle d'intérimaire à la suite de la démission du Sud-Africain Trott Moloto.
La Zambie déçoit de nouveau à la CAN 2006, quittant la phase de groupes après avoir perdu les deux premiers matchs contre la Tunisie et la Guinée, avant de sauver l'honneur dans le derby contre l'Afrique du Sud. Lorsque Bwalya démissionne, la FAZ fait de nouveau appel à Phiri, qui connait cette fois-ci une période beaucoup plus fructueuse en tant que sélectionneur des Chipolopolo. Il conduit la Zambie en finale de la Coupe COSAFA en 2006, et lorsque la Zambie accueille le favori et triple tenant du titre l'Angola à Lusaka, elle attaque dès le coup d'envoi et l'emporte 2-0 grâce à des buts de Dube Phiri et Chaswe Nsofwa (en) pour remporter son troisième trophée COSAFA. L'année suivante, la Zambie se rend en Afrique du Sud pour une dernière victoire dans les éliminatoires de la CAN. Elle devait absolument s'imposer pour se qualifier, après avoir perdu le match à domicile 1-0 sur un but d'Aaron Mokoena. Cette fois, Phiri se montre à la hauteur de la tâche et la Zambie écrase l'Afrique du Sud au Cap 3-1, grâce à un triplé de Christopher Katongo en 20 minutes, et termine en tête du groupe malgré une égalité de points, grâce à un meilleur bilan en face-à-face.
Après la défaite, les Sud-Africains font preuve d'une mauvaise compréhension des règles en affirmant qu'ils avaient remporté leur groupe grâce à leur meilleure différence de buts. Il a été précisé plus tard que leur qualification était due au fait qu'ils étaient l'une des trois équipes les mieux placées. Cette même erreur d'interprétation des règles reviendra quatre ans plus tard, mais cette fois avec des conséquences désastreuses puisqu'ils manqueront complètement la CAN 2012,.
Phiri, qui a obtenu sa licence d'entraîneur A en 2007, continue d'entraîner la Zambie, qu'il mène à la victoire en Coupe CECAFA en Éthiopie en novembre de la même année, et la Zambie intensifie ses préparatifs en vue de la CAN 2008. Les préparatifs pour le tournoi sont freinés par une lutte de pouvoir au sein de la FAZ. Phiri qualifie son équipe pour la CAN et laisse de côté l'attaquant vedette Collins Mbesuma qui en raison de sa méforme. Lorsque l'équipe part pour la Tunisie, le défenseur vedette Elijah Tana manque le vol pour le Ghana et Phiri doit décider s'il l'inclut ou le remplace par quelqu'un d'autre. Cependant, la décision est prise par le président de la FAZ Teddy Mulonga, qui qualifie Tana d'indiscipliné et déclare qu'il laisserait son entraîneur décider, mais que si cela n'avait tenu qu'à lui, il aurait exclu Tana de l'équipe.
Bien que Tana ait été autorisé à rejoindre l'équipe, il ne figure pas sur la liste finale des joueurs soumise à la CAF et il prend donc l'avion pour rentrer chez lui, furieux de son voyage inutile. Il appelle les instances politiques pour leur demander de pousser à la démission les cadres de la fédération, déclarant que la décision de la FAZ de le faire voyager jusqu'au Ghana alors qu'elle savait qu'il ne faisait pas partie de l'équipe finale était « absurde ».
Sans son attaquant vedette et son défenseur-clé, Phiri mène les Chipolopolo à une victoire 3–0 contre le Soudan lors du premier match, mais une débâcle 5–1 contre le Cameroun, avec de grossières erreurs défensives, met fin aux espoirs de la Zambie de sortir du groupe. Un bon match nul 1–1 contre l'Égypte lors de la dernière rencontre n'empêche pas l'élimination de la Zambie. Peu après, Phiri est remplacé par Hervé Renard.
Il retourne ensuite à Nkana, mais quitte le club en janvier 2009 pour retourner à Simba, remportant à nouveau le championnat en 2010 sans perdre un seul match. La saison suivante, Simba ne réussit pas à conserver son titre de champion et termine deuxième derrière son rival Young Africans, avec une différence d'un seul but. Phiri est relevé de ses fonctions en avril 2011. Bien que les dirigeants lui reprochent de ne pas avoir conservé le titre, il est élu entraîneur de l'année 2011 en Vodacom Premier League.
Lorsque les dirigeants de NAPSA STARS (anciennement Profund Warriors), club promu en première division zambienne, approchent Phiri, leur vision du club l'a séduit et il signe en tant qu'entraîneur avec Peter Kaumba comme adjoint. Après des débuts prometteurs, l'équipe connaît une période difficile après la trêve de mi-saison et, alors que l'équipe est à deux places de la zone de relégation, Phiri est licencié, devenant ainsi le douzième entraîneur à être démis de ses fonctions dans le championnat zambien, qui compte 16 équipes. Son adjoint Peter Kaumba prend en charge les trois matchs de championnat restants. NAPSA réussit à éviter la relégation et remporte la Barclays Cup.
Phiri rejoint ensuite les Green Buffaloes en février 2013 et les mène à une place dans le top 6, mais il démissionne la saison suivante et fait un bref passage en tant que conseiller technique de la Namibie, avant de retourner à Simba en août 2014,,. Phiri ne reste que quelques mois lors de son troisième passage à Simba et est licencié le 31 décembre 2014. Il s'en prend aux dirigeants du club pour avoir interférer dans ses fonctions d'entraîneur : « Si certains dirigeants n'apprennent pas à faire la part des choses entre les questions liés au sportif et leurs tâches habituelles au sein du club, Simba continuera à enregistrer des performances médiocres, tant au niveau local qu'au niveau international », a-t-il déclaré.
Il retourne en Zambie et prend les rênes du club de Premier League Nakambala Leopards (en) en juillet 2015 après que l'équipe de Mazabuka ait subi une série de défaites et il permet une remontée de la dernière place à la 12e position, assurant le maintien du club lors de la dernière journée, avec une victoire spectaculaire contre les Konkola Blades,,. Il quitte les Leopards en mai 2016 pour prendre les rênes de Forest Rangers à Ndola, menant le club de l'avant-dernière à la 9e place à la fin de la saison.
Il quitte les Rangers en janvier 2017 pour rejoindre les Lusaka Dynamos, qui n'ont évité la relégation que grâce à l'augmentation du nombre d'équipes en FAZ Super League. Une nouvelle direction était à la tête du club, et elle avait recruté de nombreux joueurs locaux et étrangers dans le cadre d'un projet ambitieux visant à dominer le football zambien. La cinquième place obtenue à la fin de la saison n'étant pas à la hauteur des ambitions du club, Phiri quitte les Dynamos pour retourner à Mazabuka, et annonce qu'il a l'intention de remporter le titre de champion avec les Leopards.

## Vie privée
Phiri est marié à Cecilia Mutale, avec qui il a eu deux enfants : Melesianiah et Patrick Jr., qui n'a pas suivi les traces de son père.

## Palmarès

### Joueur
- Heroes & Unity Cup : 1977 et 1979
- BP Challenge Cup : 1982
- Champion of Champions : 1983

### Entraîneur
- Championnat de Zambie : 1999 et 2001
- Coupe de Zambie : 2000
- BP Top 8 Cup : 1997, 1998 et 2000
- Zambian Charity Shield : 2000
- Championnat de Tanzanie : 2005 et 2010
- Tanzanian Tusker Cup : 2005
- COSAFA Cup : 2006
- CECAFA Cup : 2006

### Récompenses individuelles
- Entraîneur zambien de l'année : 1999
- Entraîneur tanzanien de l'année : 2010